# Neoglyphea
Neoglyphea is een uitgestorven geslacht van kreeftachtigen uit de klasse van de Malacostraca (hogere kreeftachtigen).

## Soort
- Neoglyphea inopinata Forest & Saint Laurent, 1975